# Luv wave
『luv wave』（ラヴ・ウェーブ）は、シーズウェアから1998年7月31日に発売されたアダルトゲーム。ゲームジャンルはアドベンチャーゲーム。ピンクパイナップルからアダルトアニメ化もされた（OVA全3巻）。世界観はサイバーパンク的な近未来で構成されている。

## ストーリー
西暦2039年9月、ニューヨークで発生したコンピュータウイルス「XINN」により、コンピュータネットワークにつながれた全世界の端末がウイルスに支配された。一方、事件後の東京では、国家運営の謀報局「帝室国家安全調査室特務課謀報局」（帝諜）が、暗殺に長ける帝諜13課に実業家「マシー・スペクター」の暗殺を依頼。同課に所属する諜報員「御子神薫」がマシーの暗殺に成功するが、後日、帝諜が再びマシーの暗殺を依頼。薫は、XINNとマシーに関係する事件を通じ、その真実に迫っていく。

## 登場人物
※声の出演はアダルトアニメ版のもの。
御子神 薫（みこがみ かおる）
声 - 檜山修之
本作の主人公。帝室国家安全調査室特務課謀報局（通称：帝諜）の第13課所属のエージェント。
アリス
声 - 木村圭子
帝諜13課所属のエージェントであり、薫のパートナー。米陸軍が開発した軍用アンドロイド。
御子神 衛（みこがみ まもる）
声 - 山野美嶺
薫の実妹。公安の捜査官。
真由美1st（まゆみ）/ 真人 真由美（まひと まゆみ）
声 - 葉月ミカ
スティーブン・メイヒュー
声 - 青木進
多岐川 加奈子（たきがわ かなこ）
声 - うさうさY
帝諜のエンジニア
山下 聖香（やました きよか）
声 - YUMIKO
ダイン・ワイズマン
声 - 匠搖
デジタルデマンド社の女社長。
高階 ユリ（たかしな ゆり）
薫の恋人。ハンドルネームはラテン語の"ユリ"に由来する「LILIUM」。
真人 京子（まひと きょうこ）
ジャンク屋"機械屋"の謎の女店主。
ウェズマ
声 - 比留間狂之介

## スタッフ
- 原画：江崎稔
- シナリオ：大和環（宇奈月けやき）
- 音楽：尾形雅史

## 主題歌
エンディングテーマ「luv wave」
作詞：ウエダヒロエ / 作曲：LUKA / 編曲：AZIZIN & LUKA / 歌：ウエダヒロエ
イメージソング「THRILL ME OR NOT」
作詞・作曲・編曲：eric茶亭（エリック茶亭） / 歌：真由美1st with 葉山ミカ

## 音楽CD
- 『luv wave オリジナル・サウンドトラック』（メディアリング、1998年8月1日発売） MGCD-1061
  - アダルトゲーム版の12曲BGM、エンディングテーマとイメージソングを含む、全14曲に収録したサウンドトラック。

## OVA
各巻リスト
- luv wave The 1st process コネクト（2000年3月24日発売） KSXA-53891
- luv wave The 2nd process プロトコル（2000年7月28日発売） KSXA-53892
- luv wave The 3rd process ネクロス（2000年10月27日発売） KSXA-53893
- luv wave ゴールドディスク（2009年12月25日発売） JDXA-56769

スタッフ
- 原作：「luv wave」（シーズウェア）
- 企画：ビストン洞口
- 総合プロデューサー：乱交太郎
- プロデューサー：田中辰弥、天地悠大、隈部昌二
- 監督：金澤勝眞
- 脚本：吉岡たかを
- 絵コンテ：小山和弘
- 絵コンテ・演出：阿宮正和、近藤伸隆
- キャラクターデザイン・作画監督：飯島弘也
- メカニックデザイン：橋本敬史
- スーパーバイザー：Dr.POCHI
- 美術監督：池端茂
- 色彩設定・色指定：野口稔
- 撮影監督：嶋田渚
- 音響監督：岩田靖弘（スタジオフォーマ）
- 音楽：エリック茶亭
- 制作進行：堀川勝年
- 制作協力：スタジオ九魔
- 制作：TripleX
- 製作：ピンクパイナップル、ディスカバリー